# Veetiran
De veetiran (Machetornis rixosa) is een zangvogel uit de familie Tyrannidae (tirannen).

## Verspreiding en leefgebied
Deze soort komt wijdverspreid voor in Zuid-Amerika en telt drie ondersoorten:
- M. r. flavigularis: oostelijk Panama, noordelijk Colombia en noordelijk Venezuela.
- M. r. obscurodorsalis: oostelijk Colombia, oostelijk Ecuador en zuidwestelijk Venezuela.
- M. r. rixosa: van oostelijk-centraal Brazilië tot oostelijk Bolivia, Paraguay, noordelijk Argentinië en Uruguay.

## Status
De grootte van de populatie is in 2019 geschat op 50 miljoen volwassen vogels. Op de Rode lijst van de IUCN heeft deze soort de status niet bedreigd.